# Bernardí Roig
Bernardí Roig (* 1965 in Palma, Mallorca) ist ein spanischer Bildhauer und Multimedia-Künstler.
Roig wandte sich nach einer Zeichenausbildung den Gebieten Bildhauerei, Fotografie und Video zu. Er bildet den menschlichen Körper ab, verfremdet diesen aber bisweilen durch Licht, Feuer und dessen Produkte wie Aschen, Kohlen und angebranntes Holz.
Bernardí Roig lebt und arbeitet abwechselnd in Madrid und Binissalem auf der Insel Mallorca.

## Ausstellungen (Auswahl)
- 1995, 1997: Ljubljana Biennial of Graphic Arts, Ljubljana[1]
- 2004: Das Mallorca-Atelier, Kunstmuseum Bonn, Bonn
- 2006: Ejercicios de luz 2002-2005, Domus Artium 2002 (Da2), Salamanca, Spanien
- 2006: Bernardí Roig, Kunstmuseum Bonn, Bonn
- 2006/2007: Bernardí Roig, Galerie Stefan Röpke, Köln
- 2006/2007: The light exercises, Salamanca
- 2008: Mensajes de luz, Es Baluard, Palma de Mallorca, Mallorca
- 2009, 2011: Biennale di Venezia, Venedig[2]
- 2018/19: Excess, Zentrum für Internationale Lichtkunst, Unna

## Preise und Ehrungen
- 1995: Preisträger der 21. International Biennal of Graphic Arts, Ljubljana, Slowenien[1]
- 1997: Premio Especial Pilar Juncosa y Sotheby’s der Fundació Pilar i Joan Miró a Mallorca
- 2002: Preisträger XXI Alexandria Biennale, Alexandria, Ägypten
- 2003: XXXVII Contemporary Art Prize der Fondation Princesse-Grace-de-Monaco, Monaco
- 2006: Ausstellungs-Zuschuss der Kulturabteilung der Regierung der Balearen

## Werk
- 2009: Pierrot le Fou, Polyester mit Neon-Beleuchtung